# Helgum
Helgum is een plaats in de gemeente Sollefteå in het landschap Ångermanland en de provincie Västernorrlands län in Zweden. De plaats heeft 147 inwoners (2005) en een oppervlakte van 38 hectare. De plaats ligt aan de zuidoever van het meer Helgumssjön, waar de rivier de Faxälven het meer.uit/inloopt.

## Verkeer en vervoer
Bij de plaats loopt de Länsväg 331.

## Geboren
- Helena Jonsson (1984), biatlete
- Jenny Jonsson, biatlete